# Buxus arborea
Buxus arborea är en buxbomsväxtart som beskrevs av George Richardson Proctor. Buxus arborea ingår i släktet buxbomar, och familjen buxbomsväxter. Inga underarter finns listade i Catalogue of Life.